# سیارک ۲۲۱۴۳
سیارک ۲۲۱۴۳ (به انگلیسی: 22143 Cathyfowler، نامگذاری:2000VL37) بیست و دو هزار و صد و چهل و سومین سیارک کشف شده‌است که در ۱ نوامبر ۲۰۰۰ کشف شد.
قدر مطلق سیارک برابر ۱۰.۷ است.